# Pracetus stramenticius
Pracetus stramenticius är en stekelart som först beskrevs av Vittorio Luigi Delucchi 1962.  Pracetus stramenticius ingår i släktet Pracetus och familjen finglanssteklar. Inga underarter finns listade i Catalogue of Life.